# Vérző kígyógomba
A vérző kígyógomba (Mycena haematopus) a kígyógombafélék családjába tartozó, Eurázsiában és Észak-Amerikában honos, lombos fák korhadó törzsén élő, nem ehető gombafaj. 

## Megjelenése
A vérző kígyógomba kalapja 1-4 cm széles, fiatalon félgömb vagy ovális alakú, később széles kúp vagy széles harang alakúan kiterül. Széle finoman fogazott, nedvesen a kalap feléig bordázott. Felszíne fiatalon hamvas, később sima. Színe rózsásbarna vagy húsbarna, a közepe sötétebb; néha szürkésrózsaszínre vagy majdnem fehérre fakul. 
Húsa vékony, vizenyős, színe halvány vörösbarnás. Sérülésre vörös tejnedvet ereszt. Íze és szaga nem jellegzetes. 
Közepesen sűrű lemezei felkanyarodók, épphogy csatlakoznak a tönkhöz. Színük fiatalon fehéres, később szürkés-lilás; a tejnedvtől vörösbarnán foltosak lehetnek.
Tönkje 3-6 cm magas és0,1-0,3 cm vastag. Alakja karcsú, egyenletesen hengeres, üreges, görbülhet. Felszíne sima vagy halványvörös szőrök lehetnek rajta. Színe barnásvörös, néha lilás, a vörös tejnedvtől foltosodik.
Spórapora fehér. Spórája széles elliptikus, sima, amiloid, mérete 8-11 x 5-7 µm. 

### Hasonló fajok
A fenyvesekben élő vöröstejű kígyógomba hasonlít hozzá. 

## Elterjedése és termőhelye
Eurázsiában és Észak-Amerikában honos. Magyarországon elterjedt.
Lombos fák korhadó törzsén, tuskóin található meg, gyakran csoportosan, általában nyirkos, árnyékos élőhelyeken. Májustól októberig terem. 

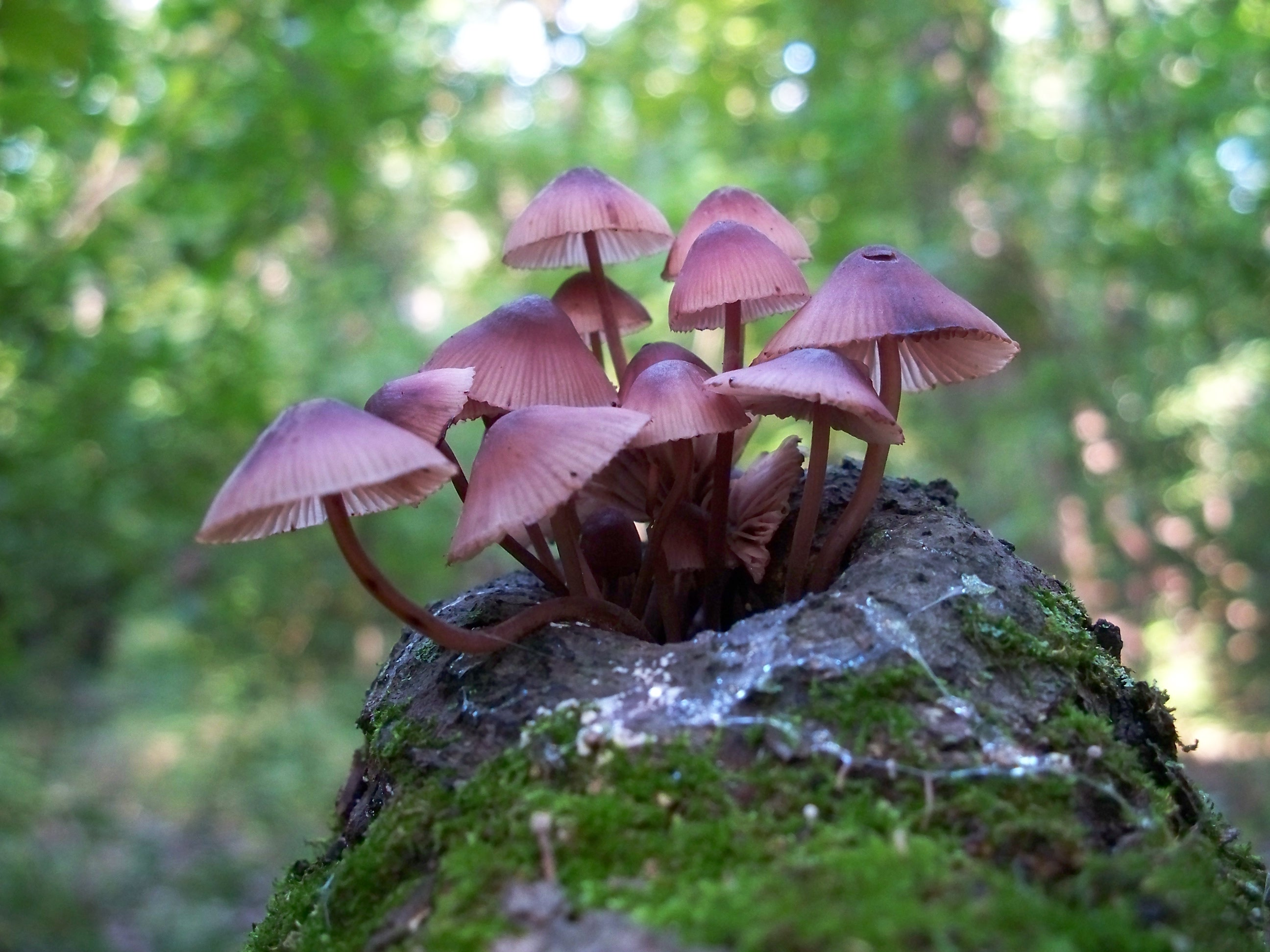
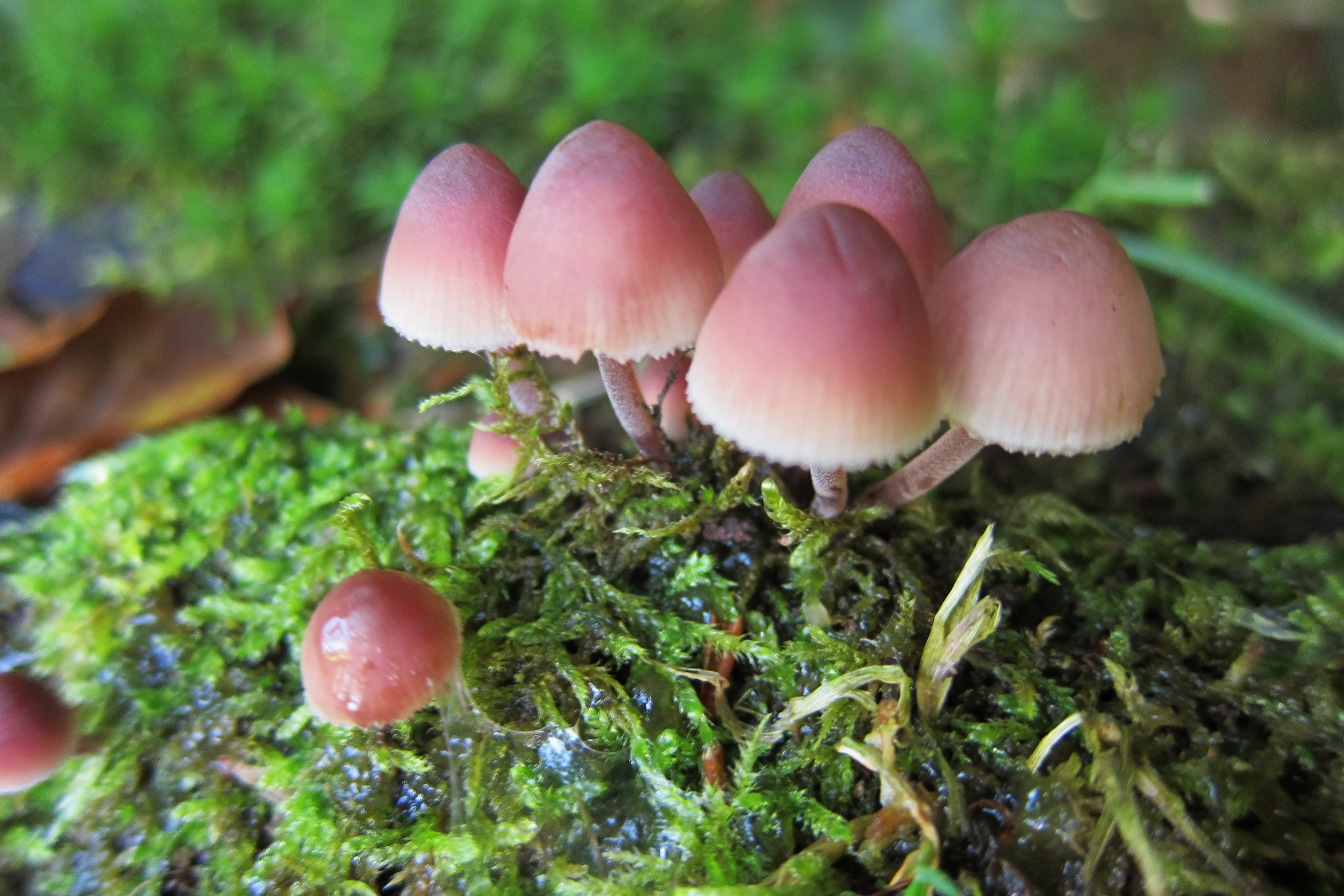
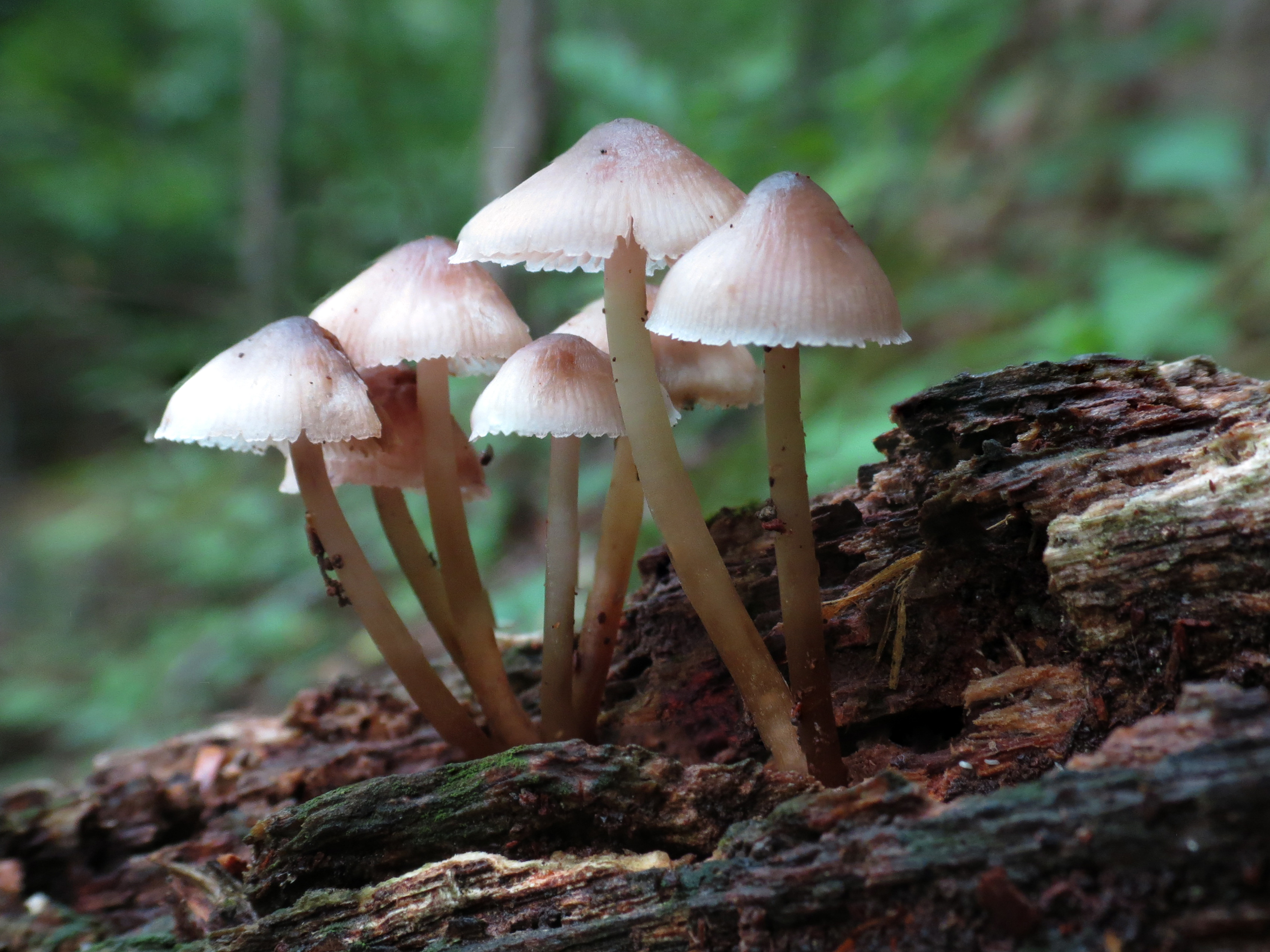
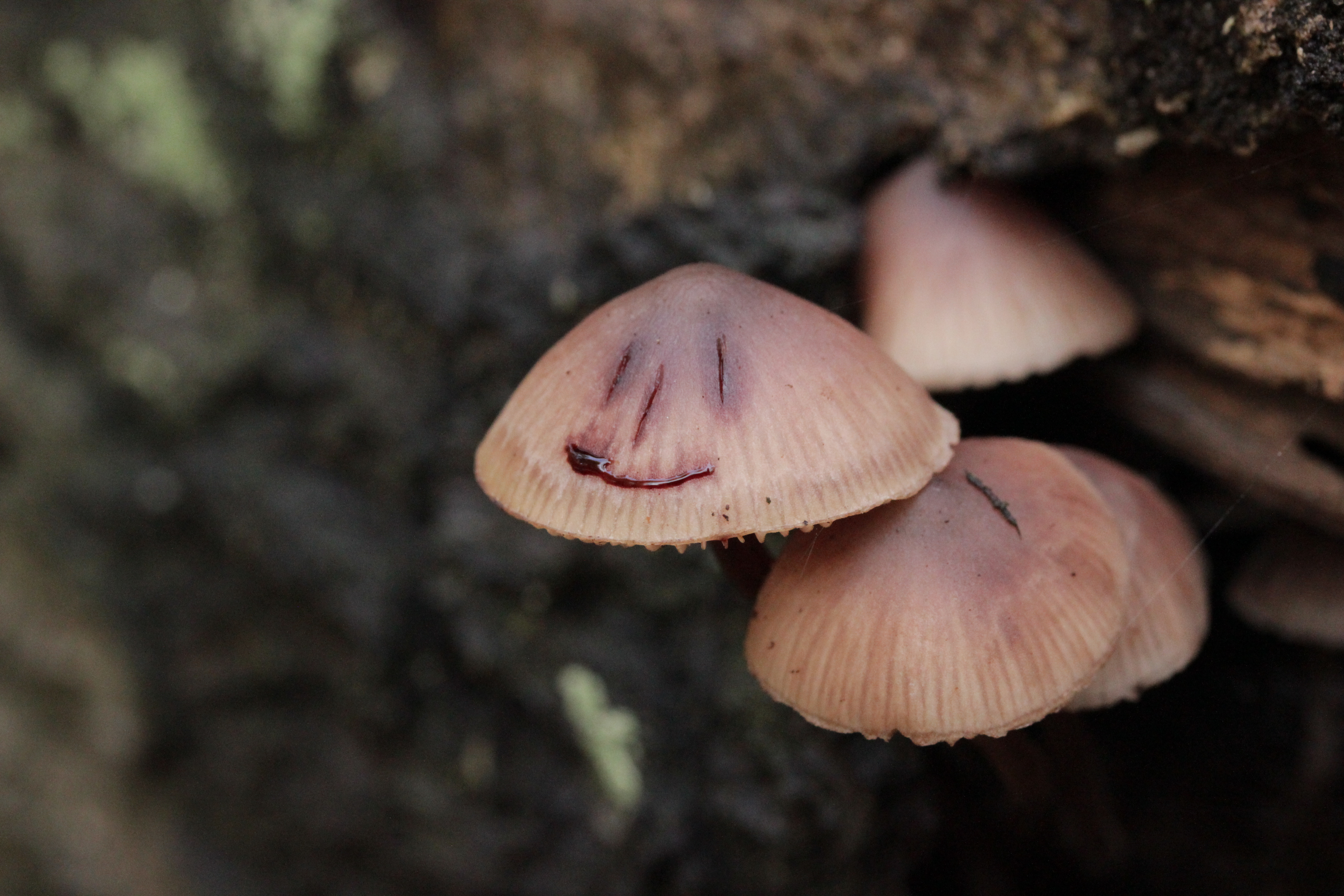
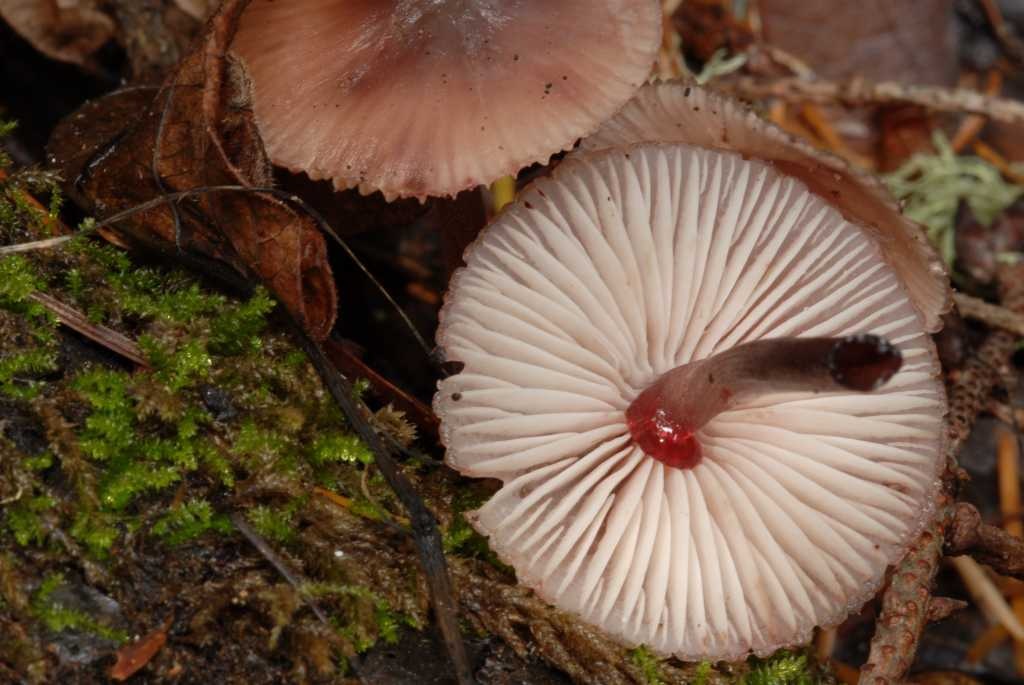

Nem ehető.